# Idil·li a l'Orient Express
Idil·li a l'Orient Express (títol original: Romance on the Orient Express) és un telefilm britànic dirigit par Lawrence Gordon Clark el 1985.
Ha estat doblada al català.

## Argument
Després d'una estada a Venècia, Lily Parker (Cheryl Ladd), una bonica estatunidenca, recentment promoguda redactora d'una revista, decideix anar a París agafant un tren de luxe: el Venècia-Simplon-Orient-Exprés. En la primera tarda passada a bord, troba fortuïtament Alex Woodward (Stuart Wilson), un jove aristocrata britànic, amb qui va tenir una història d'amor 10 anys abans en unes vacances a França. Després d'una curta aventura apassionada, Alex la va abandonar brutalment sense donar-li la menor explicació sobre les raons de la seva ruptura. Ara que s'han trobat, Alex intenta fer-se perdonar mentre que Lily busca conèixer les motivations de la seva conducta passada. Malgrat els anys, el seu amor no s'ha apagat…

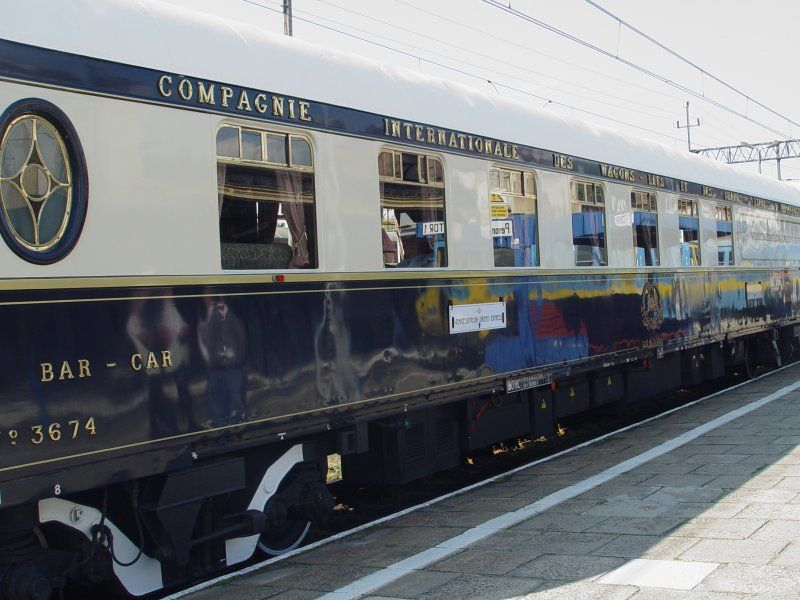
Un cotxe de l'Orient Exprés en el qual té lloc la major part de l'acció.

## Repartiment
- Cheryl Ladd: Lily Parker
- Stuart Wilson: Alex Woodward
- Renée Asherson: Béatrice
- Ralph Michael: Harry
- Ruby Wax: Susan Lawson
- Julian Sands: Sandy
- John Gielgud: Théodore Woodward
- Barry Stokes: Flavio
- Betsy Brantley: Stacey

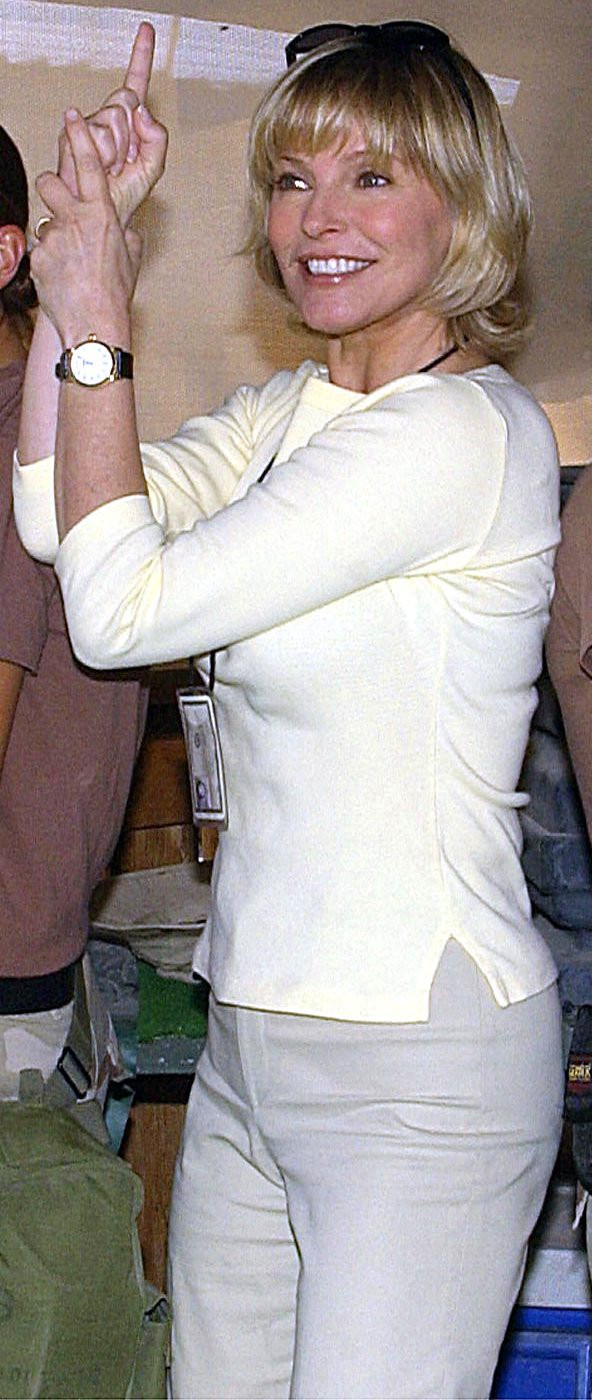
Cheryl Ladd, l'heroïna del telefilm.

- Danielle Tylke: Alexandra o 'Lexa'
- Olivier Pierre: l'arrendador de bicicletes
- John Serret: un empleat d'hotel

## Nominacions
- Primetime Emmy al millor actor en minisèrie o telefilm per John Gielgud